# Linia U3 metra w Wiedniu
Linia U3 metra w Wiedniu – jedna z linii metra w Wiedniu. Obecnie ma 21 stacji i 13,4 km długości. Biegnie od Ottakring do Simmering. Została otwarta w 1980 roku.
Stacje:
| Nr | Stacja              | Dzielnica                                            | Rozpoczęcie funkcjonowania |
| -- | ------------------- | ---------------------------------------------------- | -------------------------- |
| 1  | Ottakring           | Ottakring (16)                                       | 1998                       |
| 2  | Kendlerstraße       | Ottakring (16)                                       | 1998                       |
| 3  | Hütteldorfer Straße | Penzing (14)                                         | 1998                       |
| 4  | Johnstraße          | Rudolfsheim-Fünfhaus (15)                            | 1994                       |
| 5  | Schweglerstraße     | Rudolfsheim-Fünfhaus (15)                            | 1994                       |
| 6  | Westbahnhof         | Mariahilf (6), Neubau (7), Rudolfsheim-Fünfhaus (15) | 1993                       |
| 7  | Zieglergasse        | Mariahilf (6), Neubau (7)                            | 1993                       |
| 8  | Neubaugasse         | Mariahilf (6), Neubau (7)                            | 1993                       |
| 9  | Volkstheater        | Innere Stadt (1), Neubau (7)                         | 1991                       |
| 10 | Herrengasse         | Innere Stadt (1)                                     | 1991                       |
| 11 | Stephansplatz       | Innere Stadt (1)                                     | 1991                       |
| 12 | Stubentor           | Innere Stadt (1)                                     | 1991                       |
| 13 | Landstraße          | Landstraße (3)                                       | 1991                       |
| 14 | Rochusgasse         | Landstraße (3)                                       | 1991                       |
| 15 | Kardinal-Nagl-Platz | Landstraße (3)                                       | 1991                       |
| 16 | Schlachthausgasse   | Landstraße (3)                                       | 1991                       |
| 17 | Erdberg             | Landstraße (3)                                       | 1991                       |
| 18 | Gasometer           | Simmering (11)                                       | 2000                       |
| 19 | Zippererstraße      | Simmering (11)                                       | 2000                       |
| 20 | Enkplatz            | Simmering (11)                                       | 2000                       |
| 21 | Simmering           | Simmering (11)                                       | 2000                       |